# Vernon Reid
Vernon Reid, (London, 1958. augusztus 22. –) brit fúziós- és crossover gitáros.

## Pályafutása
Reid Brooklynban nőtt fel. 15 évesen korától autodidaktaként tanult meg gitározni. Miután rövid ideig Kashif R&B énekessel szerepelt. 1976-ban megalapította a Point of View együttest Melvin Gibbsszel. 1979 és 1985 között Gibbs és Reid a Ronald Shannon Jackson's Decoding Society tagja volt, akikkel később időnként együtt játszott. „Hat Jackson”-album és számos turné után 1984-ben megalapította a Living Color nevű fekete rockegyüttest. Turnéikon olyan vendégek dolgoztak, mint például Mick Jagger, Little Richard, Maceo Parker és Geri Allen.
Az 1980-as évek végén Reid olyan együttesekben játszott, mint a Masque (Leon Gruenbaummal, Don Byron és Graham Haynesszel, a Yohimbe Brothers és a Polar Bear Club. Jamaaladeen Tacumaval és Calvin Westonnal létrehozta a Free Form Funky Freqs triót. 2008-ban és 2011-ben turnézott Jack Bruce-szal, John Medeskivel és Cindy Blackmannel. Ezzel a „szupercsapattal” készült a  Spectrum Road című album 2012-ben.
Reid játszott a Public Enemy debütáló albumán, a Defunkt felvételein,  Carlos Santana, John Zorn, Jamaaladeen Tacuma, Bill Frisell, Marcus Miller, Jack DeJohnette, Arto Lindsay, B.B. King, Pharoahe Monch, Tracy Chapman egyes lemezein. A „Guitar Oblique”-t David Torn és Elliott Sharp gitárosokkal együtt rögzítette.
Reid zenei gyökereit a rock- és a dzsesszzene olyan szereplőiben látja, mint Eric Dolphy, John Coltrane és Ornette Coleman, Ernie Isley, Jimi Hendrix, Blackbird McKnight és Arthur Rhames.
Reidnek két Grammy-díjra jelölt albuma van: Salif Keïta Papa és James Blood Ulmer Ulmer Memphis Blood lemeze. Reidet a Rolling Stone magazin minden idők 100 „legnagyobb” gitárosa közé sorolta.

## Lemezválogatás
- Smash & Scatteration (és Bill Frisell) (1984)
- GTR OBLQ (és Elliott Sharp, David Torn) (1998)
- Mistaken Identity (1996)
- Front End Lifter – Yohimbe Brothers (2002)
- Known Unknown (2004)
- The Tao Of Yo – Yohimbe Brothers (2004)
- Other True Self (2006)

## Díjak
- Két Grammy-díj jelölés.